# Robert Nouzaret
Robert Nouzaret (Marsiglia, 29 settembre 1943) è un ex calciatore e allenatore di calcio francese, di ruolo centrocampista.

## Carriera

### Giocatore
A livello di calcio giocato Nouzaret ha sempre preso parte al campionato francese, vestendo diverse maglie dei club più rappresentativi, tra cui Lione, Bordeaux e Montpellier.

### Allenatore
In seguito al ritiro dal calcio giocato, avvenuto nel 1976, comincia ad allenare il Montpellier. Negli anni seguenti gira diversi paesi e ricopre il ruolo di CT in diverse squadre e Nazionali, come la Costa d'Avorio o la Guinea, selezioni con le quali parteciperà a due edizioni della Coppa d'Africa.

## Palmarès

### Giocatore

#### Competizioni nazionali
- Coppa di Francia: 1

O. Lione: 1966-1967